# Calyptoconcha
Calyptoconcha is een geslacht van weekdieren uit de klasse van de Gastropoda (slakken).

## Soort
- Calyptoconcha pellucida (A. E. Verrill, 1880)